# 福田久男
福田 久男（ふくだ ひさお、1912年3月1日 - 1998年5月9日）は、日本の経営者。中央信託銀行社長を務めた。福岡県築上郡吉富町出身。

## 経歴
1936年に東京帝国大学法学部法律学科を卒業し、同年に大蔵省に入省。1962年5月に中央信託銀行専務に就任し、1968年11月に副社長を経て、1970年12月に社長に就任。1979年12月に会長に就任し、1983年12月に取締役相談役を経て、1987年3月には相談役に就任。
1982年4月に勲二等瑞宝章を受章。
1998年5月9日に急性腎不全のために死去。86歳没。